# Football Club Pohang Steelers
FC Pohang Steelers (en coreano, FC 포항 스틸러스) es un club de fútbol profesional situado en Pohang, provincia de Gyeongsang del Norte (Corea del Sur). El club fue fundado en abril de 1973 como el equipo empresarial de fútbol de la empresa POSCO. Juega en la K League 1, la máxima categoría del fútbol surcoreano.
El Pohang Steelers fue uno de los cinco fundadores del campeonato profesional surcoreano en 1983 y desde entonces es uno de los clubes más laureados del país, con cinco K League (la última en la temporada 2013), cinco copas nacionales y dos copas de la liga. A nivel internacional, es el que más veces ha ganado la Liga de Campeones de la AFC en tres ocasiones: 1997, 1998, 2009.
El propietario actual es POSCO (Pohang Iron and Steel Company), uno de los mayores productores de acero a nivel mundial. Disputan sus partidos como local en el estadio Steel Yard, con capacidad para 17 443 espectadores, y los colores tradicionales del club son el rojo y el negro.

## Historia

### Orígenes y profesionalización
El actual Pohang Steelers fue fundado en abril de 1973 como el equipo de fútbol de la empresa siderúrgica POSCO. Durante la era profesional destacó por sus triunfos; en 1974 se proclamó campeón de la Copa del Presidente de Corea, tras vencer en la final a la universidad Sungkyunkwan, y un año después fue campeón de la fase de primavera de la liga semiprofesional, máxima categoría nacional. En la década de 1980 reforzó su apuesta por el fútbol y logró dos títulos de liga en 1981 (otoño) y 1982 (temporada única).
A finales de 1982 fue uno de los fundadores de la Super Liga Coreana (actual K League), la primera liga profesional de Asia, y participó como vigente campeón de la liga empresarial. Dado que entonces las franquicias no podían establecerse en ciudades, se le asignó la representación de Daegu y Gyeongsang del Norte. En la temporada inaugural de 1983 finalizó en cuarta posición entre cinco participantes. Un año después se profesionalizó y cambió de nombre a "POSCO Dolphins" (en español, delfines), pero los resultados no mejoraron. En 1985 pasó a llamarse "POSCO Atoms" y adoptó de emblema a Astroboy, un personaje de manga creado por Osamu Tezuka.
La llegada en 1985 como entrenador de Choi Eun-taek (antiguo seleccionador nacional) mejoró el nivel del club, que finalizó segundo. En 1986 se proclamó campeón de liga por primera vez, con una actuación destacada del centrocampista Lee Heung-sil (jugador más valioso de la temporada) y de los delanteros Choi Soon-ho y Choi Sang-kook. Poco después asumió como técnico Lee Hoe-taik y después de un segundo puesto en su debut, volvió a ganar la K League en 1988 gracias a las aportaciones de Lee Kee-keun (máximo goleador) y el guardameta Cho Byung-deuk, todos ellos internacionales por su país. POSCO Atoms se convirtió en un peso fuerte de la competición y Hoe-taik siguió en el banquillo hasta 1992, incluso llegando a compaginarlo con la selección de Corea del Sur durante la Copa Mundial de 1990.

### Pohang Steelers
La buena racha se mantuvo en la década de 1990, año en que el equipo se asentó definitivamente en Pohang con la inauguración del estadio Steel Yard. En 1992 consiguió su tercer título de liga y en el once ideal de la temporada figuraron tres jugadores: el extremo Park Tae-ha, el delantero Park Chang-hyun y el central Hong Myung-bo, líder en la defensa durante siete años. Por otro lado se produjo ese año la llegada del yugoslavo Rade Bogdanović, uno de los primeros extranjeros. En 1995 la entidad pasó a llamarse "Pohang Atoms" para reforzar su vinculación con la comunidad, y en 1997 asumió el nombre actual de "Pohang Steelers" (en español, acereros) en referencia tanto a las actividades de POSCO como a la tradición siderúrgica de la ciudad.
Gracias a la consecución de la Korean FA Cup en 1996, Pohang pudo disputar al año siguiente la Copa de Campeones de Asia (actual Liga de Campeones de la AFC). En su edición de 1997 se proclamó campeón por primera vez. Llegó hasta la final y en ella derrotó por 2:1 en la prórroga a otro rival surcoreano, el Cheonan Ilhwa Chunma. Y en 1998 logró revalidar el título ante el Dalian Wanda chino, imponiéndose en la tanda de penaltis tras un empate a cero.
Después de esos triunfos internacionales, Pohang atravesó una mala racha en la que no ganó nada durante siete años, si bien se mantuvo en las primeras posiciones del campeonato de liga e incluso disputó dos finales de Copa (2001 y 2002). En la temporada 2004 se quedó a las puertas del título de K League porque se metió en la fase final como campeón de la primera vuelta. Ya en las eliminatorias, derrotó a Ulsan Hyundai en semifinales y perdió la final contra Suwon Bluewings en los penaltis. Poco después de ese encuentro, fichó como nuevo entrenador al brasileño Sérgio Farias, el primero extranjero al frente de la entidad, que estuvo durante cuatro campañas.

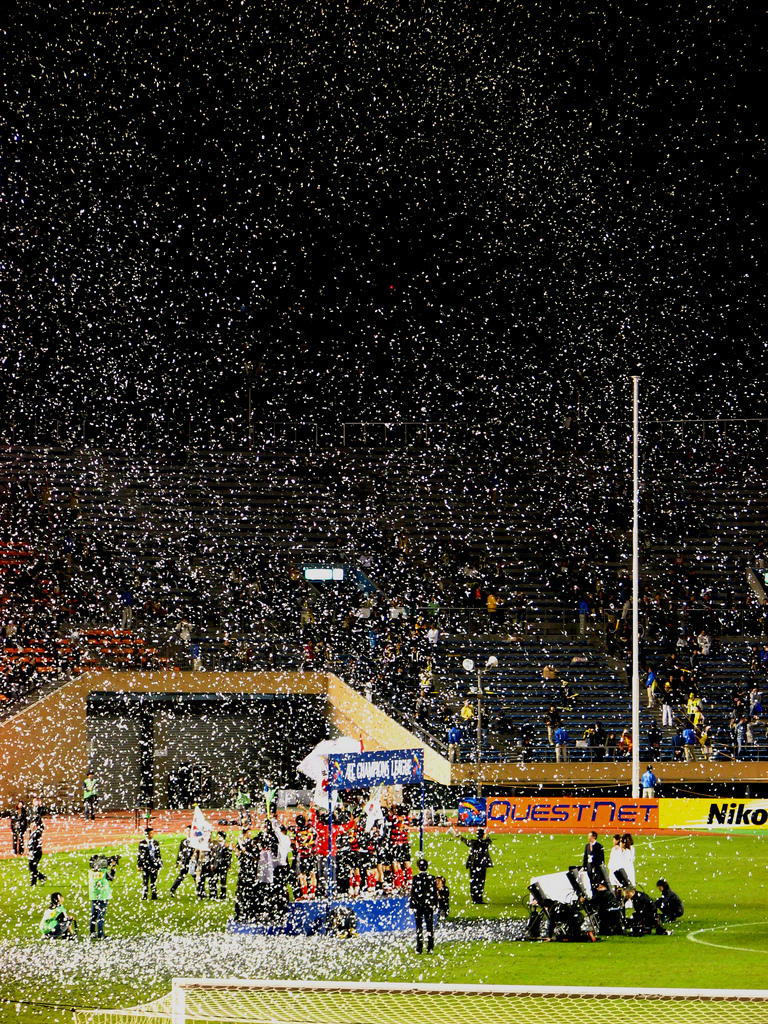
La AFC Champions League 2009 que ganó el Pohang Steelers.

La buena racha regresó en la temporada 2007, año en que Pohang Steelers ganó su cuarto título de liga. Aunque fue quinto en la fase regular, eliminó a todos sus rivales y superó en la final al Seongnam Ilhwa Chunma. En 2008 ganó la Copa de Corea del Sur. Y un año después logró la tercera Liga de Campeones de la AFC (edición de 2009), tras vencer en la final a Al-Ittihad saudí. Con este triunfo pudo participar en la Copa Mundial de Clubes de la FIFA 2009 y allí llegó hasta semifinales: en cuartos derrotó al Tout Puissant Mazembe congoleño (2:1) y después fue eliminado por el Club Estudiantes de La Plata argentino (1:2).
En 2012 se proclamó campeón de la Copa de Corea del Sur. Y en la temporada 2013 logró un histórico doblete de liga y copa. Su título de K League lo logró además en la última jornada frente al entonces líder, el Ulsan Hyundai, al que derrotó en el último minuto con un gol de Kim Won-il. Además, esos triunfos los consiguió con una plantilla compuesta solo por surcoreanos. En el once ideal de la temporada formaron parte tres jugadores: Won-il, el delantero Ko Mu-yeol (premiado también como mejor jugador joven) y el centrocampista Lee Myung-joo.

## Uniforme
- Uniforme titular: Camiseta roja y negra a rayas horizontales, pantalón negro, medias rojas y negras.
- Uniforme alternativo: Camiseta blanca, pantalón negro, medias blancas.

La equipación actual en rojo y negro ha sido la más utilizada por Pohang Steelers en toda su historia profesional y data de 1982.
Sin embargo, el equipo ha tenido distintos diseños y colores, antes de recuperar los originales. En 1995, coincidiendo con el cambio de nombre a Pohang Atoms, se pasó a un diseño abstracto verde. Un año después se pasó al azul, que se mantuvo durante tres temporadas hasta que quedó relegado a la segunda equipación. En 2002 la marca italiana Diadora hizo un nuevo rediseño tomando el rojo como color principal, hasta que en 2005 regresaron las rayas horizontales.
| POSCO F. C. (1973) | 1982-1994 (1999-2001) | 1996-1999 | 2002-2004 | Desde 2005 |  |

## Estadio

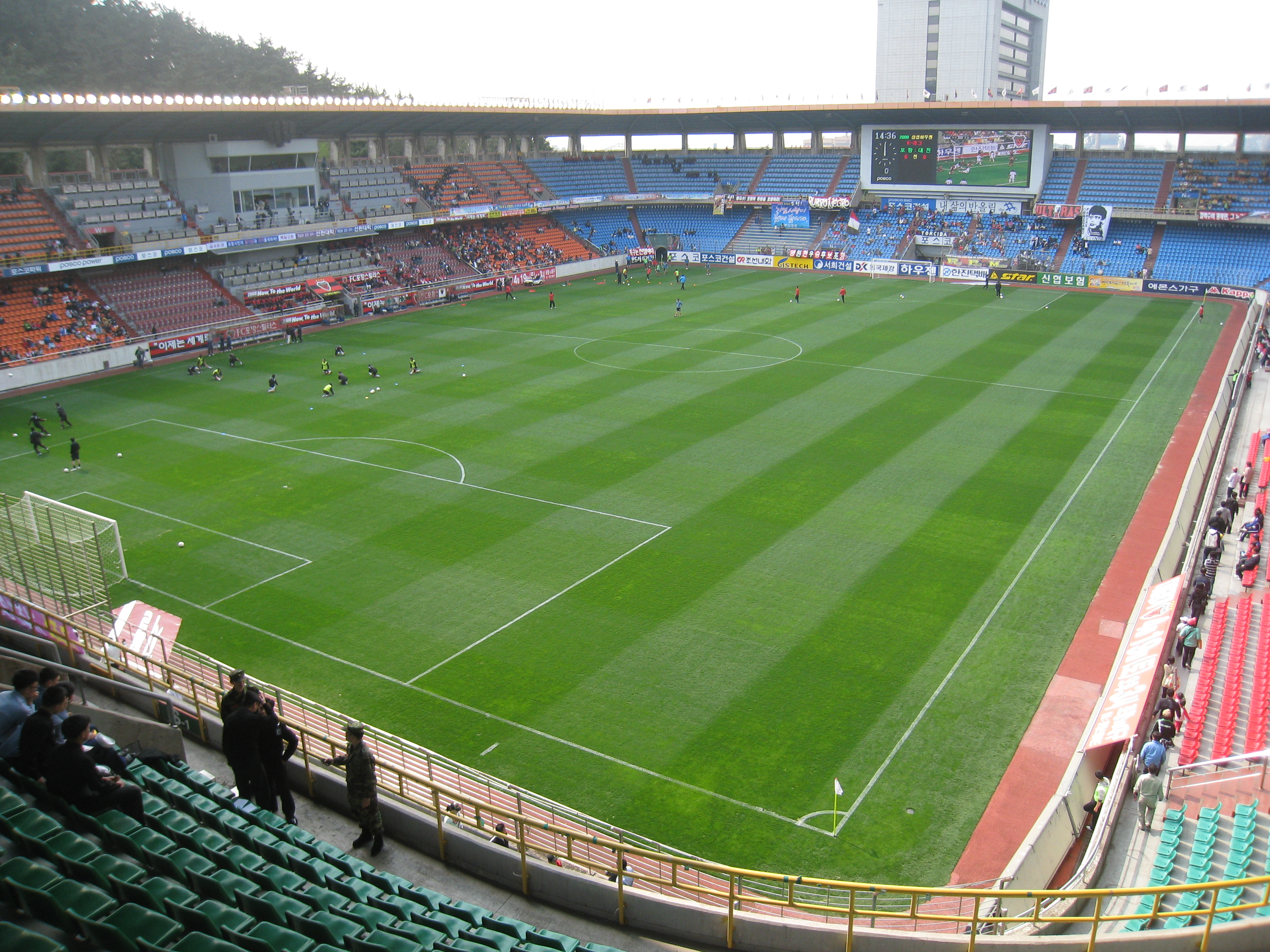
Interior del estadio Steel Yard.

Pohang Steelers juega de local en el estadio Steel Yard (traducible como "acería"), ubicado en la zona industrial de Pohang, donde se encuentra también la sede central de POSCO. Su césped es natural y dispone de 17.443 localidades, aunque su aforo máximo es de 25.000 espectadores. Fue el primer estadio en Corea del Sur diseñado específicamente para albergar partidos de fútbol, pues hasta entonces los clubes tenían que jugar en campos de atletismo. Las gradas se encuentran cerca del terreno de juego y están cubiertas por un techo.
Las obras de construcción comenzaron en 1988 y su inauguración oficial fue el 10 de noviembre de 1990. Pohang Steelers pudo utilizarlo en partidos oficiales a partir de la temporada 1991.
El club no contó con un estadio propio en los primeros años de la liga profesional. Desde 1983 hasta 1987, los participantes representaban provincias y la K League disputaba series en las localidades más importantes. Cuando cambió el sistema, POSCO Atoms jugó en Pohang (estadio de Pohang) y Daegu (estadio municipal de Daegu) hasta que finalmente pudo trasladarse al Steel Yard. Entre 1993 y 1994 lo alternó con presencias en Gwangyang (estadio de fútbol de Gwangyang), algo que terminó cuando POSCO creó a finales de 1994 un segundo equipo para esa localidad, el Jeonnam Dragons.

## Datos del club

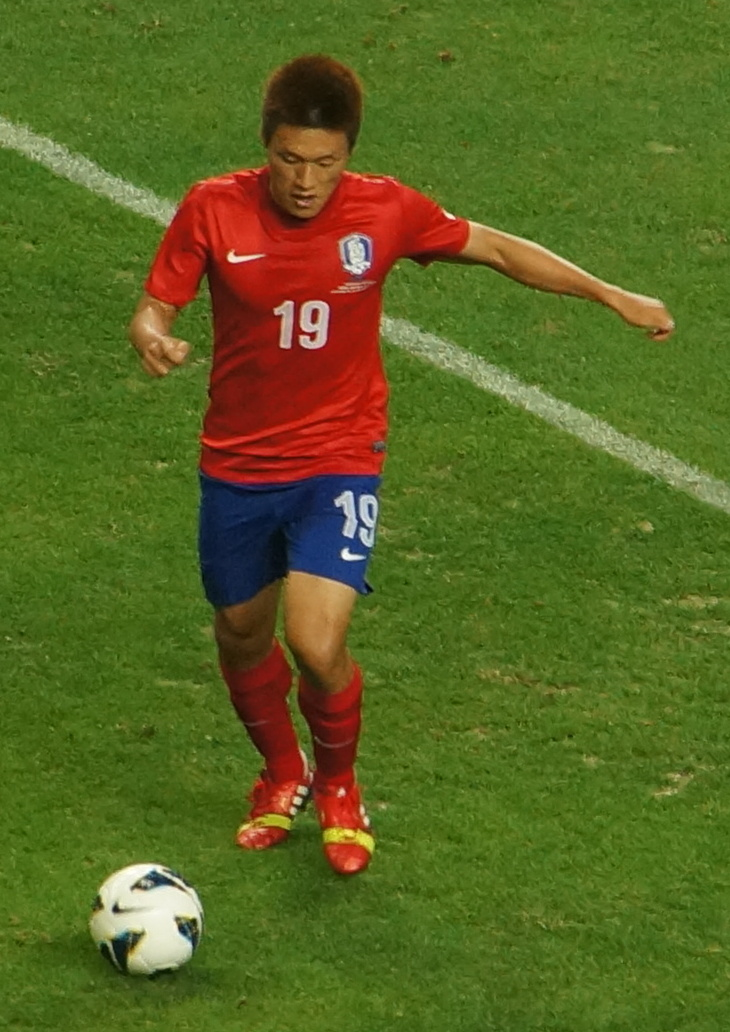
Lee Myung-joo, centrocampista de Pohang.

- Temporadas en K League 1: 32

Debut: Temporada 1983
Mejor posición: 1.º (cinco ocasiones, la última en la temporada 2013)
Peor posición: 9.º (dos ocasiones, la última en la temporada 2010)
Descensos: Ninguno
- Participaciones en la Liga de Campeones de la AFC: 8

Mejor posición: Campeón (tres ocasiones, la última en la temporada 2009)
- Participaciones en la Copa Mundial de Clubes de la FIFA: 1

Mejor posición: Tercer puesto (temporada 2009)

### Denominaciones
- 1973 a 1983: POSCO F. C. (포항제철)
- 1983 a 1984: POSCO Dolphins (포항제철 돌핀스)
- 1985 a 1994: POSCO Atoms (포항제철 아톰즈)
- 1995 a 1996: Pohang Atoms (포항 아톰즈)
- Desde 1997: Pohang Steelers (포항 스틸러스)

## Participación internacional en torneos AFC y FIFA

#### Por competición
Nota: En negrita competiciones activas.
| Competición                         | Temp. | PJ  | PG | PE | PP | GF  | GC | Dif. | Puntos | Títulos | Subtítulos |
| ----------------------------------- | ----- | --- | -- | -- | -- | --- | -- | ---- | ------ | ------- | ---------- |
| Liga de Campeones de la AFC         | 11    | 92  | 47 | 27 | 18 | 165 | 70 | +95  | 168    | 3       | 1          |
| Copa Mundial de Clubes de la FIFA   | 1     | 3   | 1  | 1  | 1  | 4   | 4  | 0    | 4      | –       | –          |
| Supercopa de la AFC                 | 2     | 4   | 0  | 3  | 1  | 2   | 3  | -1   | 3      | –       | 2          |
| Copa Afroasiática                   | 2     | 4   | 1  | 1  | 2  | 2   | 7  | -5   | 4      | –       | 2          |
| Total                               | 16    | 103 | 49 | 32 | 22 | 173 | 84 | +89  | 179    | 3       | 5          |
| Actualizado a la temporada 2021-22. |       |     |    |    |    |     |    |      |        |         |            |

#### Participaciones
- Liga de Campeones de la AFC (11): 1996-97, 1997-98, 1998-99, 2008, 2009, 2010, 2012, 2013, 2014, 2016, 2021

- Copa Mundial de Clubes de la FIFA (1): 2009

- Supercopa de la AFC (2): 1997, 1998.

- Copa Afro-Asiática (2): 1997, 1998.

## Palmarés

### Torneos nacionales
- Campeón de la K League 1 (5): 1986, 1988, 1992, 2007, 2013.

Subcampeón de la K League 1 (5): 1985, 1987, 1995, 2004, 2023.
- Campeón de la Korean FA Cup (6): 1996, 2008, 2012, 2013, 2023, 2024.

Subcampeón de la Korean FA Cup (3): 2001, 2002, 2007.
- Campeón de la Copa de la Liga (2): 1993, 2009.

Subcampeón de la Copa de la Liga (1): 1997.
- Copa del Presidente de Corea del Sur (1): 1974

### Torneos internacionales (3)
- Liga de Campeones de la AFC (3): 1997, 1998, 2009.
- Subcampeón de la Liga de Campeones de la AFC (1): 2021
- Subcampeón de la Supercopa de la AFC (2): 1997, 1998.
- Subcampeón de la Copa Afroasiática (2): 1997, 1998.